# روبی و جوجه‌ها
روبی و جوجه‌ها یک مجموعه پویانمایی بی‌کلام ایرانی به کارگردانی برادران، بابک نکویی و بهنود نکویی در استودیو گنبدکبود است. روبی و جوجه‌ها داستان روبی، یک روباه آبی و یک خروس و خانواده‌اش را دنبال می‌کند. این سریال در جشنواره بین‌المللی فیلم انیمیشن انسی ۲۰۱۸ اکران شد.

## داستان
این سریال بی‌کلام در ژانر ماجراجویی و کمدی، روایتی مدرن از داستان‌های فولکلور روباه و خروس است. داستان حول محور روبی، روباه آبی می‌چرخد که یک خروس سحرخیز و پرانرژی و خانواده او در مزرعه بغلی خانه روبی زندگی می‌کنند. روبی که از رفتار خروس بسیار آزرده خاطر شده است، بارها سعی می‌کند با ابداع ایده‌ها و نقشه‌های منحصر به فرد او و خانواده‌اش را از مزرعه بیرون کند، اما هرگز موفق نمی‌شود.

## افتخارات و جوایز
| سال  | جایزه                                                    | دسته‌بندی         | وضعیت    | منبع  |
| ---- | -------------------------------------------------------- | ---------------- | -------- | ----- |
| ۲۰۱۸ | انیماموندی                                               | انیمیشن کوتاه    | نامزدشده | [ ۳ ] |
| ۲۰۱۸ | جشنواره بین‌المللی فیلم انیمیشن انسی                      | انیمیشن تلوزیونی | نامزدشده | [ ۱ ] |
| ۲۰۱۸ | جشنواره ملی پویانمایی و برنامه‌های عروسکی تلویزیونی ایران | بهترین انیمیت    | برنده    | [ ۴ ] |
| ۲۰۱۸ | جشنواره ملی پویانمایی و برنامه‌های عروسکی تلویزیونی ایران | بهترین موسیقی    | برنده    | [ ۴ ] |
| ۲۰۱۹ | جشنواره ملی پویانمایی و برنامه‌های عروسکی تلویزیونی ایران | بهترین انیمیت    | برنده    | [ ۴ ] |

روبی و جوجه‌ها یکی از ۲۰۰ آثار پویانمایی اکران شده در بخش رقابتی جشنواره بین‌المللی فیلم انیمیشن انسی ۲۰۱۸ و در جمع ۲۰ سریال منتخب از تولیدات تلویزیونی این جشنواره قرار گرفت. روبی و جوجه‌ها در دومین جشنواره ملی پویانمایی و برنامه‌های عروسکی تلویزیونی ایران، در سه بخش برنده جایزه شد. این سریال انیمیشنی جایزه ویژه هیئت داوران (تهیه‌کننده)، بهترین انیمیت و بهترین موسیقی را دریافت کرد. انیمیشن روبی و جوجه‌ها توانسته در دو سال پیاپی در این جشنواره موفق به کسب جایزه و در مجموع برنده ۱۱ جایزه ملی شد.